# Pérola d'Oeste
Pérola d'Oeste là một đô thị thuộc bang Paraná, Brasil. Đô thị này có diện tích 206,048 km², dân số năm 2007 là 7222 người, mật độ 31,2 người/km².